# 潮州市城基中学
潮州市城基中学，是中华人民共和国广东省潮州市的一所初级中学，创办于1965年，前身为“解放路第一小学”。是潮州市一级学校，是潮州市规模最大、知名度较高的初级中学。现分为总校区和实验校区，实验校区称为“潮州市城基实验中学”，总校区位于潮州市环城南路（也称作城基路），实验校区位于凤新东路。

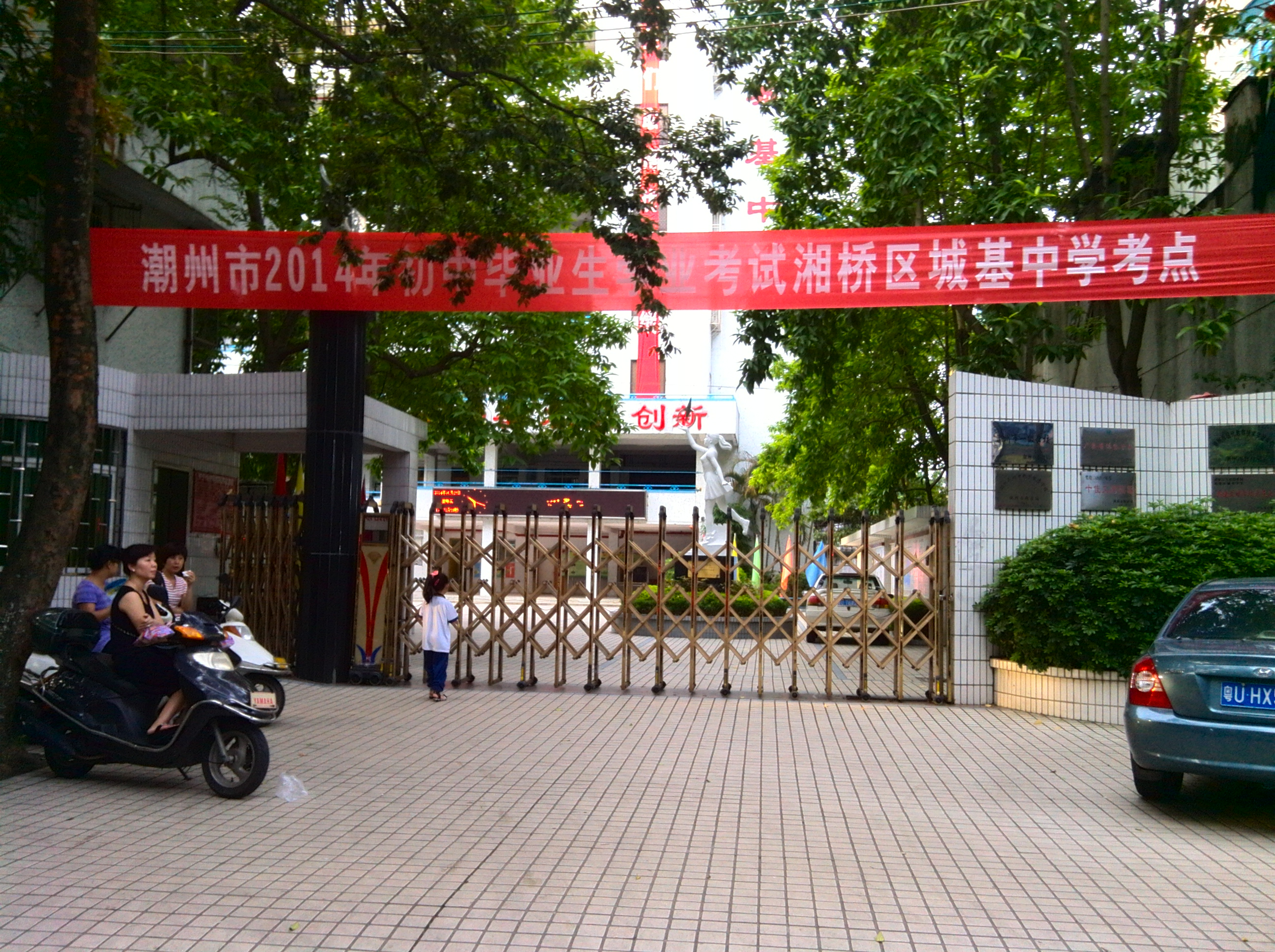
潮州市城基中学校门

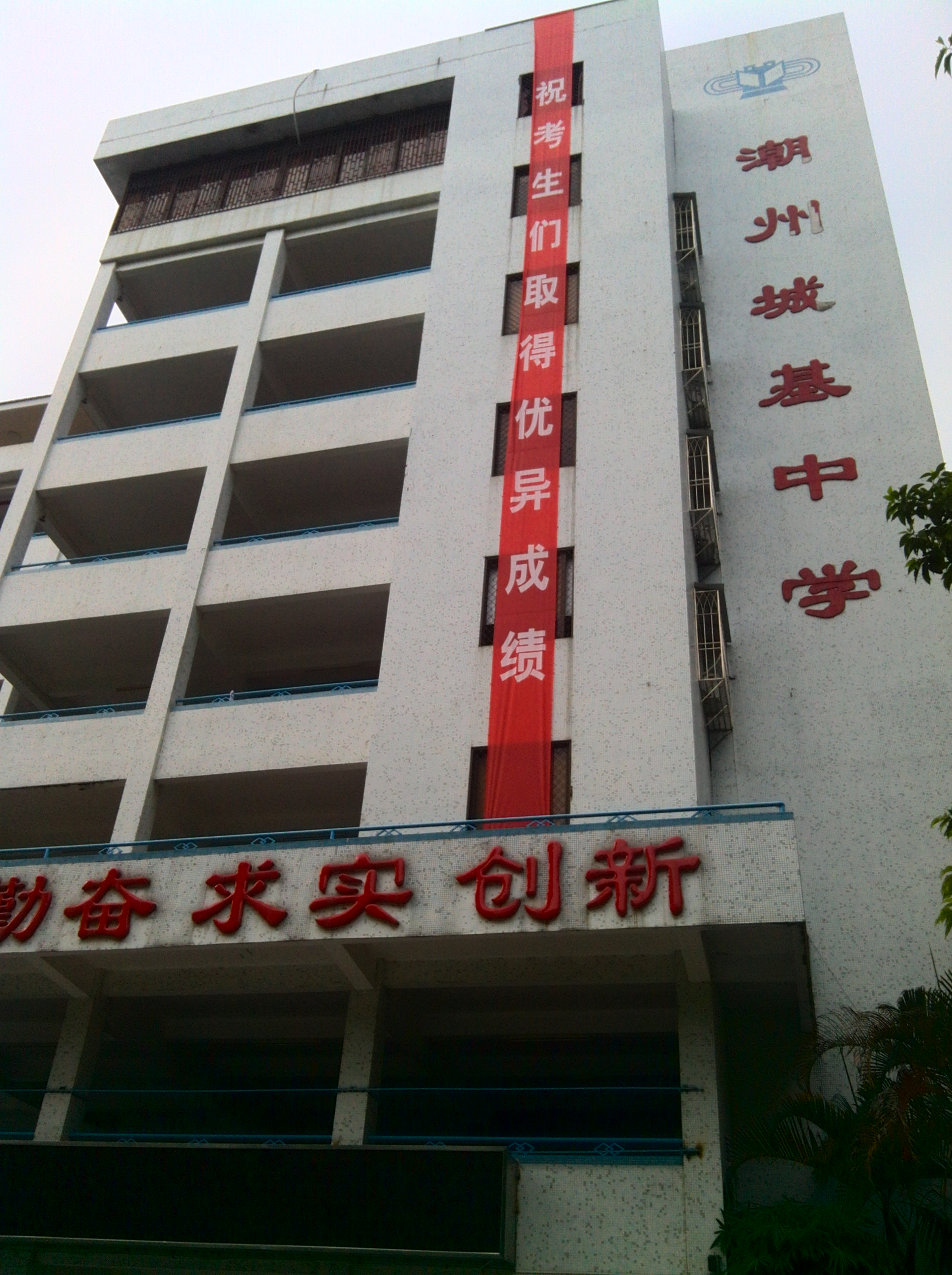
潮州市城基中学教学楼，其上面绘有该校校徽和校名

## 历史
1965年，潮州市城基中学成立，时称“解放路第一小学”。开学不久即1966年文化大革命爆发，该校被迫停办，直到1975年复办。
1975年，解放路第一小学改组为初级中学，改名为潮安县解放路学校。
1980年，改名为潮州市第四中学。
1985年，改名为潮州市城基初级中学。
1996年1月，潮州市城基中学成为湘桥区初级中学中的第一所“湘桥区一级学校”。1999年1月，被潮州市教育局评为“潮州市校园文化环境建设先进单位”。
2003年7月，方卫玲上台，担任潮州市城基中学校长兼党支部书记至今。2004年2月，被潮州市教育局评为“潮州市初中教学优质学校”。同年7月，晋升为“潮州市一级学校”，为潮州市仅有的两所“潮州市一级学校”的初级中学之一（另一所为潮州市城南中学）。
2008年3月7日，为扩大办学规模，潮州市城基中学和潮州市电梯工程安装有限公司在该校多媒体室联合创办“城基实验中学”签字仪式。同年秋季，城基实验中学正式创办，使得城基中学的占地面积扩大了两万多平方米。
2015年，潮州市城基实验中学与金山实验学校、高级实验学校和城南实验中学一样，取消新生入学考试制度，并与潮州市区的六所初级中学（城基中学、城南中学、城西中学、太平中学、开元中学和锡华中学）一样，采取摇号招生的方式。其目的是为了促进潮州的教育公平性，以及为了减轻师生和家长的压力。

## 现况
潮州市城基中学占地面积2万平方米（总校区和实验校区的总面积），现有33个教学班，学生2198人，教职工146人，其中高级教师20人，一级教师60人。

### 办学特色
潮州市城基中学的校风、校纪良好，教学严谨。长期坚持“修德立身力学报国”的八字校训。坚持知识教育、思想教育、道德教育和法律教育。保持潮州市一级学校以及规模大、知名度最高的学校的地位。

### 教学设施
潮州市城基中学现有13个教学课程，分别为：政治、语文、数学、英语、物理、化学、历史、地理、生物、体育、音乐、美术和计算机。教师使用普通话、潮州话和英语授课，每节课长达45分钟。在校园设施方面，有教学楼、操场、升旗台、德育墙等，并有配套的计算机房、物理实验室、化学实验室、生物实验室、多媒体室和会议室等。此外，实验校区还设有宿舍和多功能厅等。

### 奖罚制度
潮州市城基中学每个学月会对表现优秀或进步的班级或学生进行获奖，例如文明班、卫生流动红旗、学习之星、进步之星、操行优秀奖、操行进步奖等，在各种校园文化活动结束之后也会为此对一些优秀的学生进行颁奖。处分制度也很完善，对于有违反校纪的同学，则视程度需要进行警告处分，并有撤销处分的决定。

### 文化生活
潮州市城基中学的校园文化生活丰富多彩，例如两年一度的校园艺术节文艺汇演和校园运动会、一年一度的广播体操大赛、篮球比赛、乒乓球比赛、合唱比赛、田园果蔬拼盘雕刻现场赛等。该校还设有文学社、广播站等。该校的一些学生曾参加潮州电视台《青青园中葵》的节目。并组织学生参与社会实践活动。使得潮州市城基中学的文艺生活魅力多彩。此外，城基中学还创刊官方校园报《萌芽》，每学期刊登一期。

## 领导
- 校长：方卫玲
- 党支部书记兼教导副主任：王少纯
- 副校长：丁镇楷、李邦克
- 政教主任：张湘礼、谢贤俊、何婵娥
- 教导主任：黄冰
- 总务主任：柯旭鹏
- 总务副主任：吴德卢
- 体卫主任：林子冕

## 教师
以下是潮州市城基中学的部分教师名单：
| 科目 | 教师姓名 |
| ---- | --- |
| 政治 | 丁镇楷、张湘礼、许文娜、钟 钰、陈婕容、杨小丹、王妙琼、黄少勇、丁晓丹、蓝晓华                                                        |
| 语文 | 王少纯、何婵娥、郑月蓉、苏淑銮、罗秋钿、杨博洁、庄丽如、余 娟、许少曼、黄寒曦、梁如美、林佩淳、李 乐、李燕玲、庄咏雪、刘娴慧         |
| 数学 | 洪瑞燕、林忠睦、林继森、林红铿、欧阳晓、陈 飞、谢文娥、周秀娟、黄英姿、陈 曼、吴亦瑜、黄川昭、黄佩湘、黄志敏、文舜花、蔡碧娴、陈银萍 |
| 英语 | 邱健绚、陈丽璇、陈 芳、曾丽霞、蔡梦红、林 敏、林育莹、许银娟、杨嘉曼、蔡 旻、陈燕虹、林曼英、梁 雯、刘春玲、蔡洁莹                   |
| 物理 | 李邦克、郑林东、蔡锦芳、林 洽、林勋伟、陈舜玲、林伟丹、刘妙杏                                                                        |
| 化学 | 吴德卢、陈巧英、肖 楸、庄耀源、汪 淳、曾璇凤、黄婉瑜                                                                                 |
| 历史 | 杨映珊、谭婵玉、辜玉容、刘 洁、蔡 丹、黄军鹰                                                                                         |
| 地理 | 陈婷玉、邱湘雪 |
| 生物 | 黄洁珊、刘文珊、林育慧、陈丽洵、何秀玲、蔡丽媛                                                                                       |

## 标志

### 校徽
根据潮州市城基中学操场上德育墙的记载，城基中学的校徽由课本、城墙和跑道组成，课本代表教育，城墙代表该校位于滨江长廊的城墙的附近。整个图案看似腾飞的形象。
城基中学校徽普遍地被用在该校的校服、校旗、校章、报纸、证书、建筑物上。

### 校旗
潮州市城基中学拥有自己的校旗。
旗地为黄色，比例为2:3，绘有蓝色校徽和“CHAO ZHOU”字样，下方为红色的“城基中学”书法字样（实验校区的为“城基实验中学”字样，华文行楷字体）。
城基中学校旗目前只用于校园运动会、清明祭扫烈士墓，以及访问其他学校（主要是农村地区）。

### 校服
潮州市城基中学设有校服。

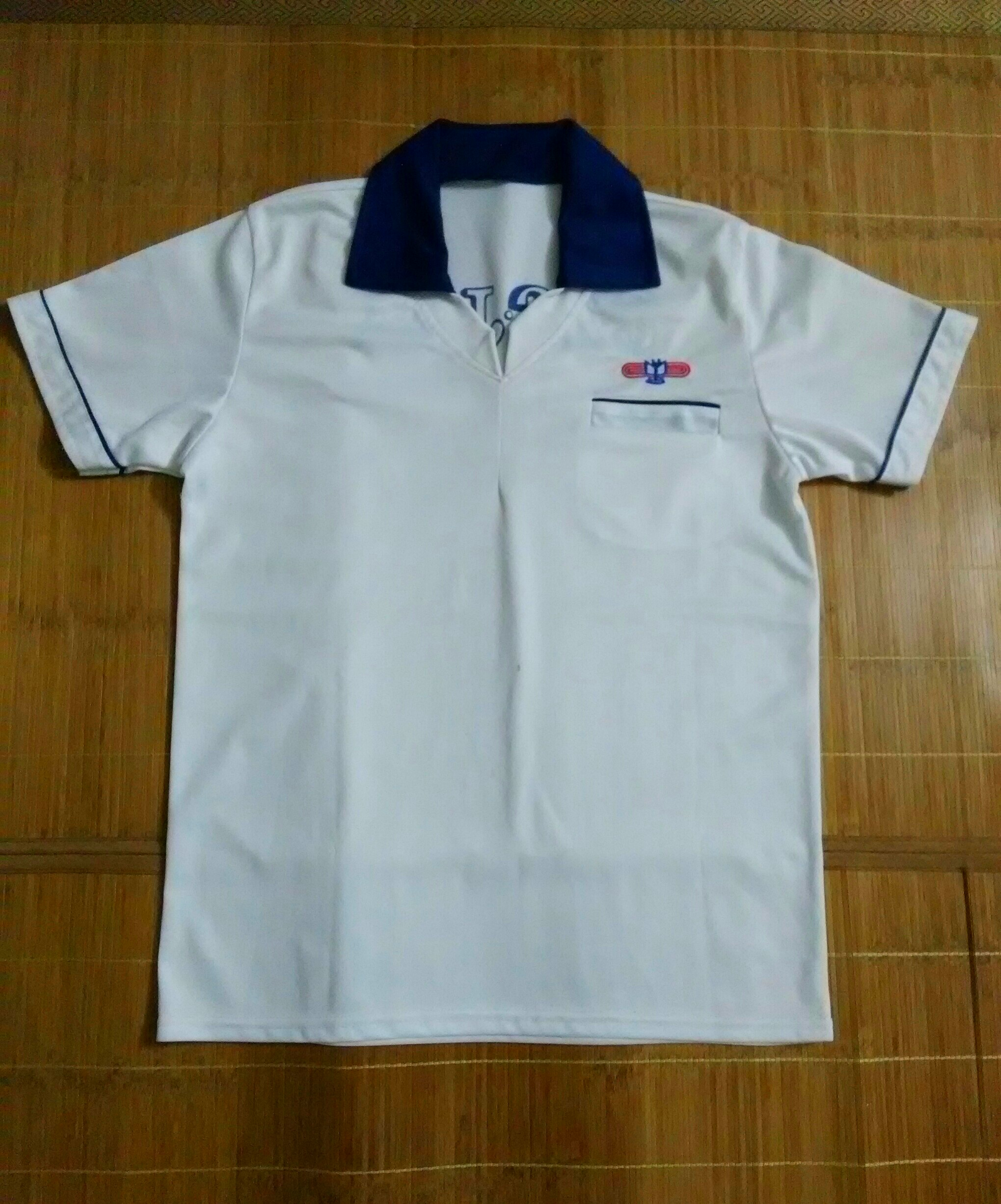
一件潮州市城基中学的夏季上衣校服

- 夏季校服上衣，为白色，衣领为蓝色，并带有白色V领，左胸部有口袋，口袋上方绘有校徽，背面写有“C·Z·C·J·Z·X”（即“潮州城基中学”汉语拼音的缩写）的字样。
- 冬季校服上衣为白色，衣领和袖边为蓝色，有粗线和细线的贯穿，有两个口袋，左胸部绘有校徽。
- 裤子为蓝色，有两个口袋，口袋下方有两个分别为黄色和白色的平行四边形。

之前城基中学曾用过区别男女的冬季校服，上衣大部分为白色，蓝色线条和裤子的代表男生，红色的为女生。

## 相册

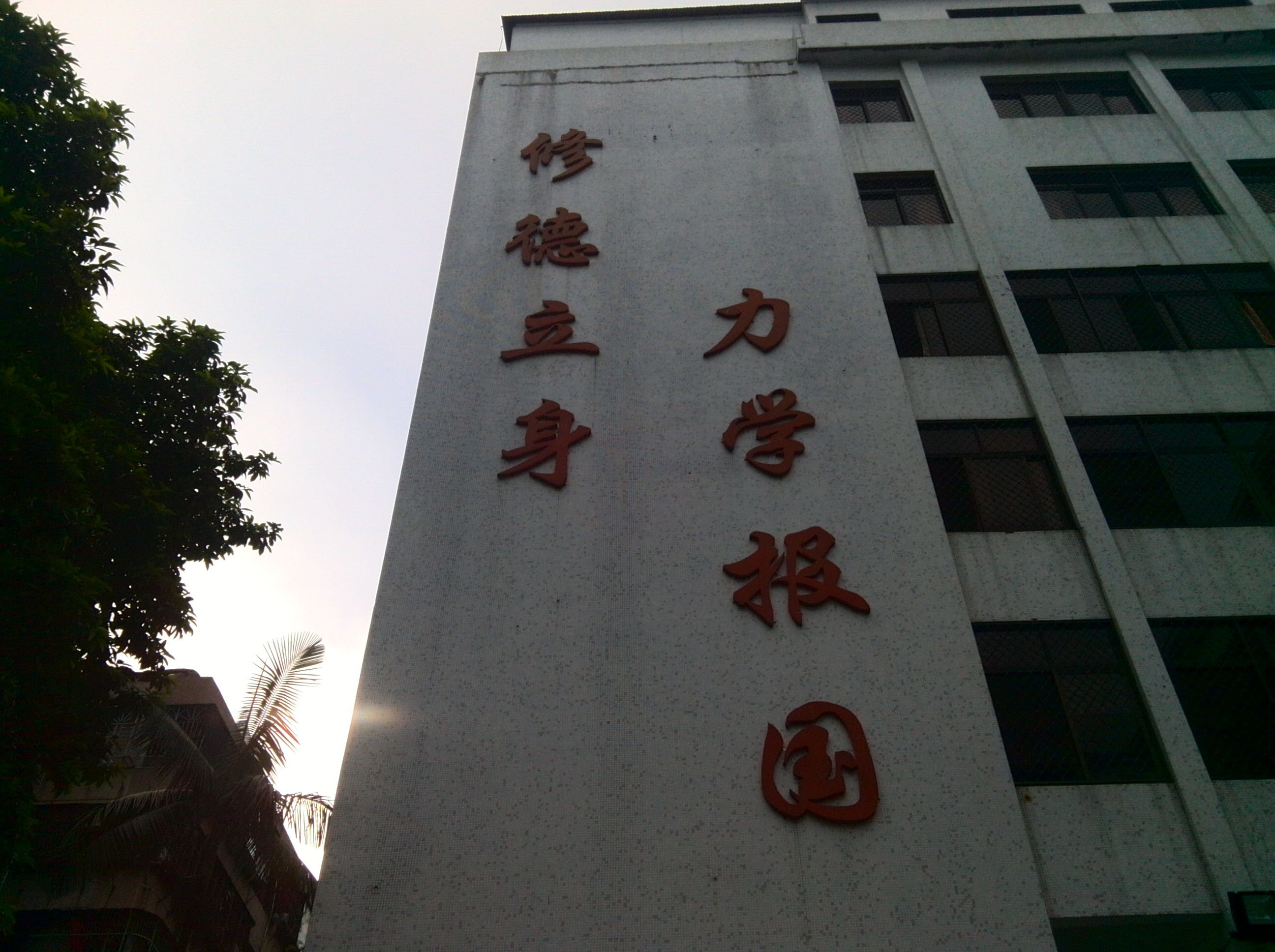
教学楼上的“修德立身 力学报国”的字样
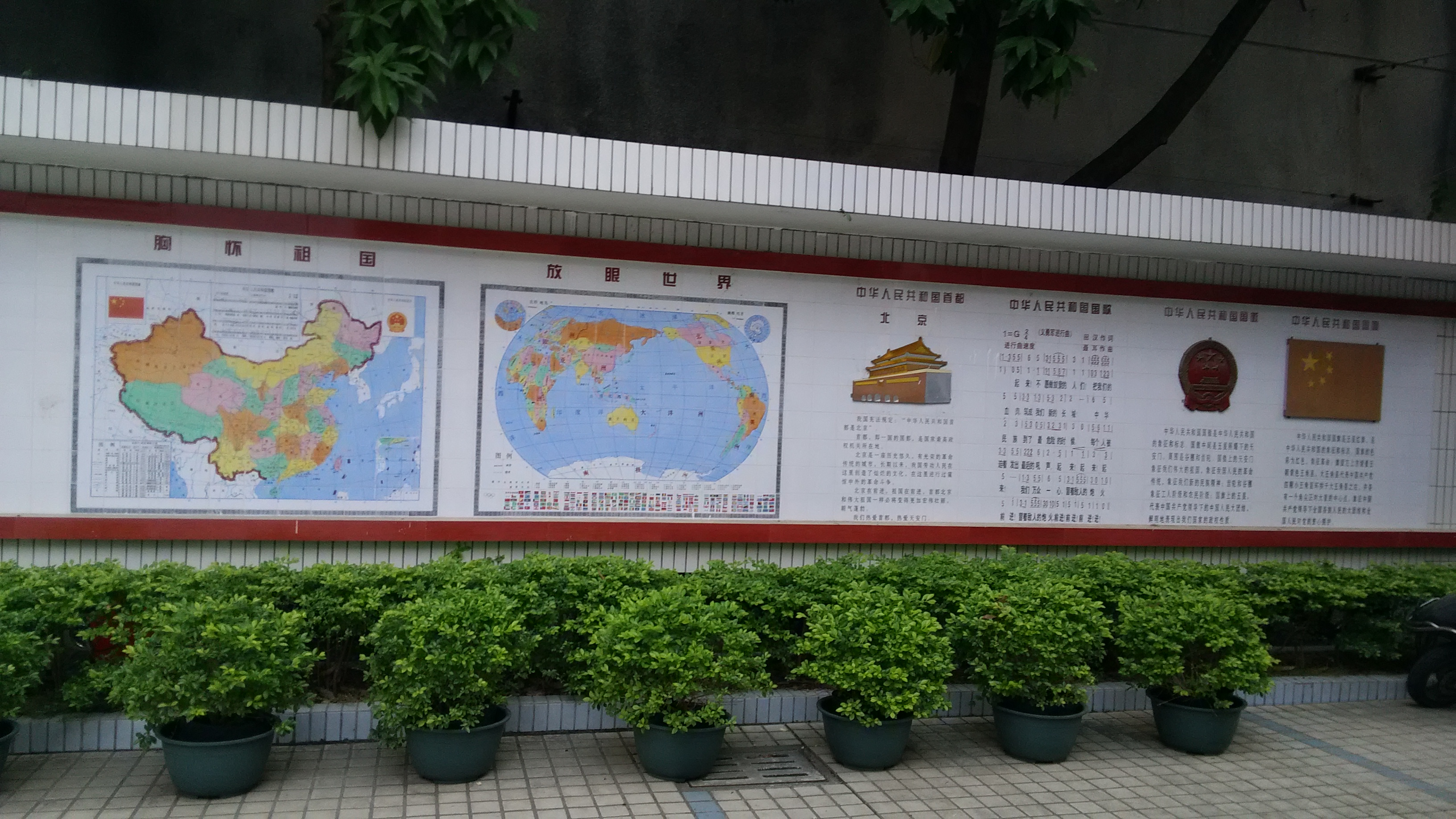
德育墙
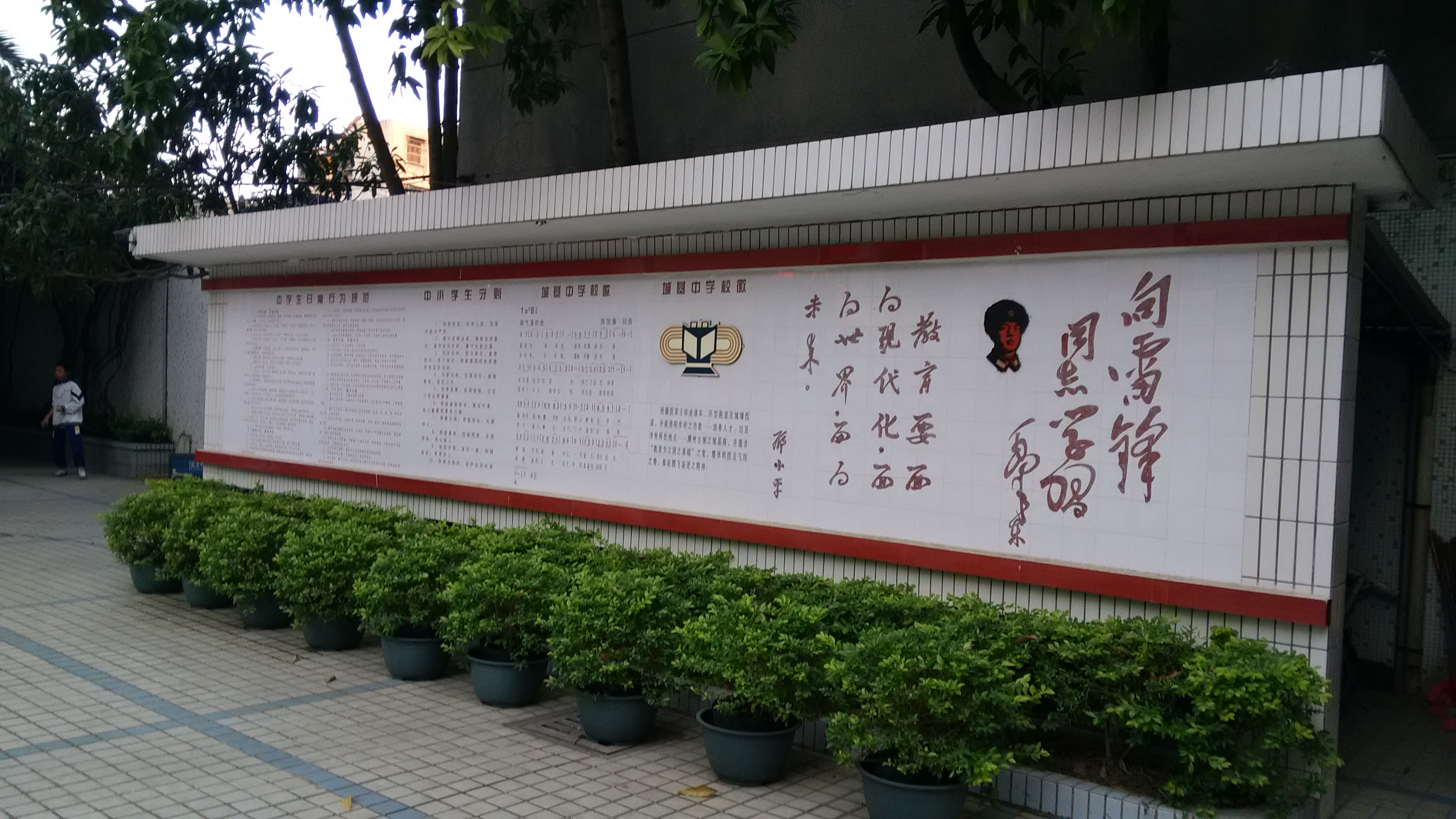
德育墙
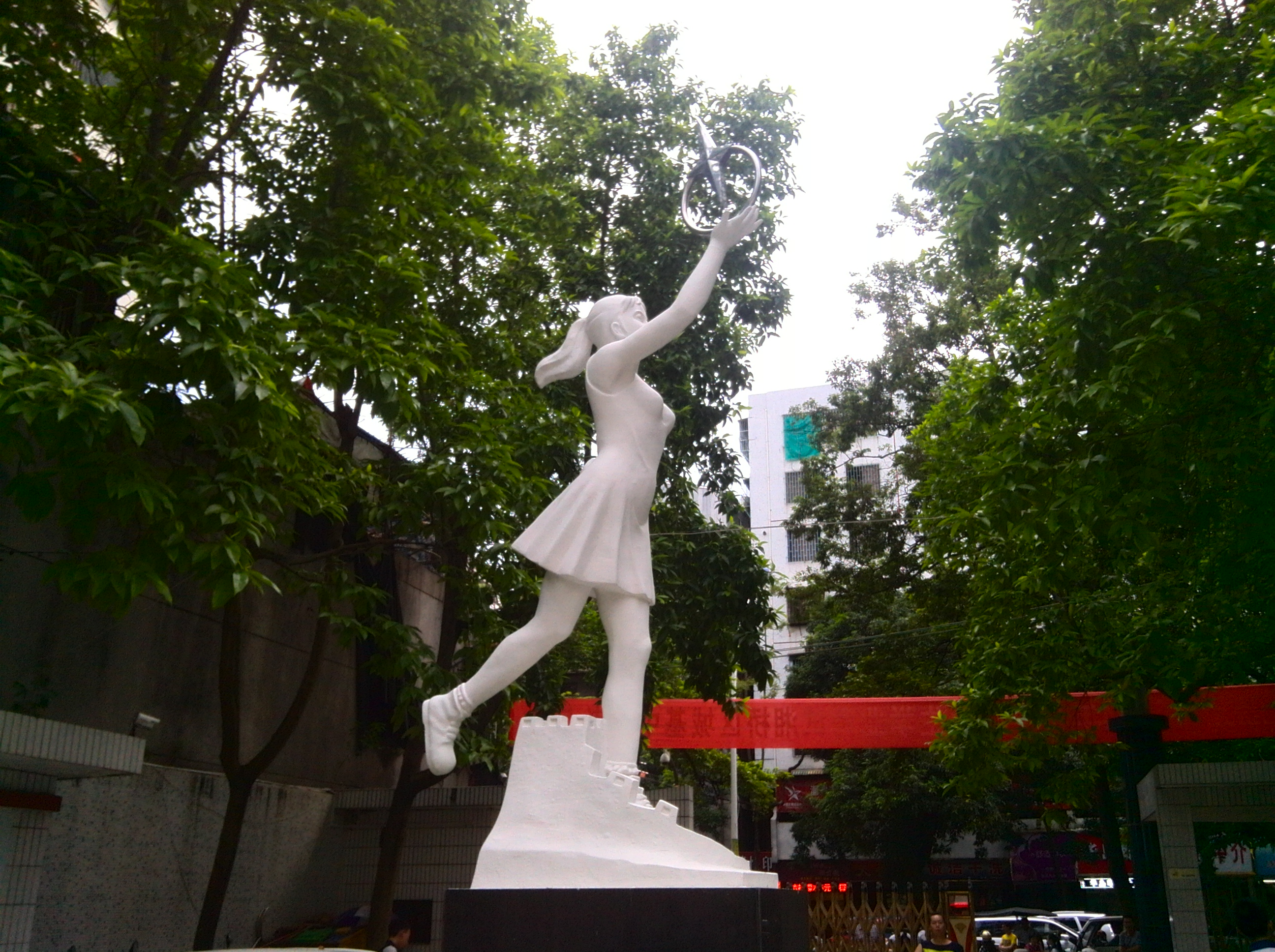
白色雕塑
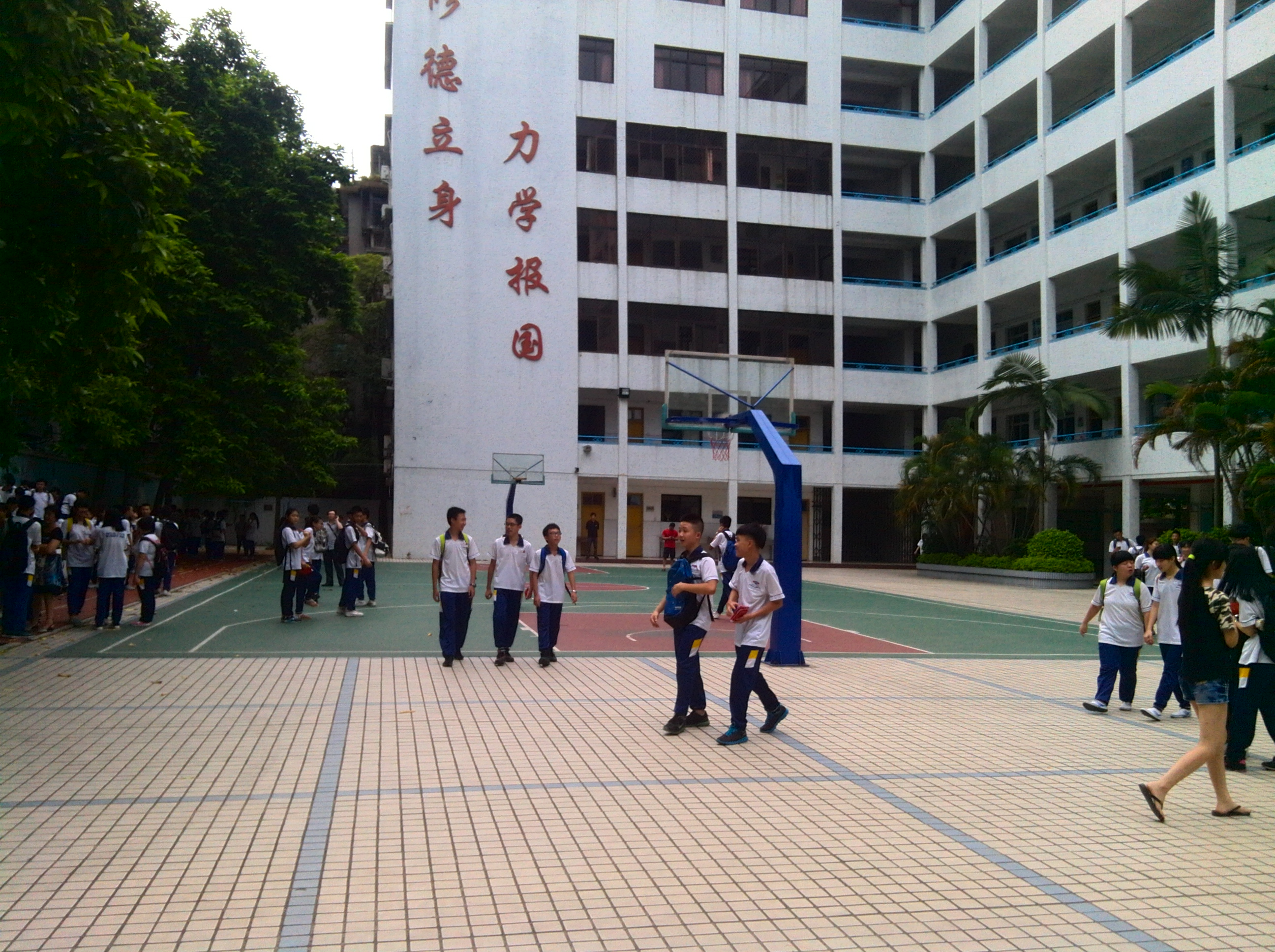
篮球场
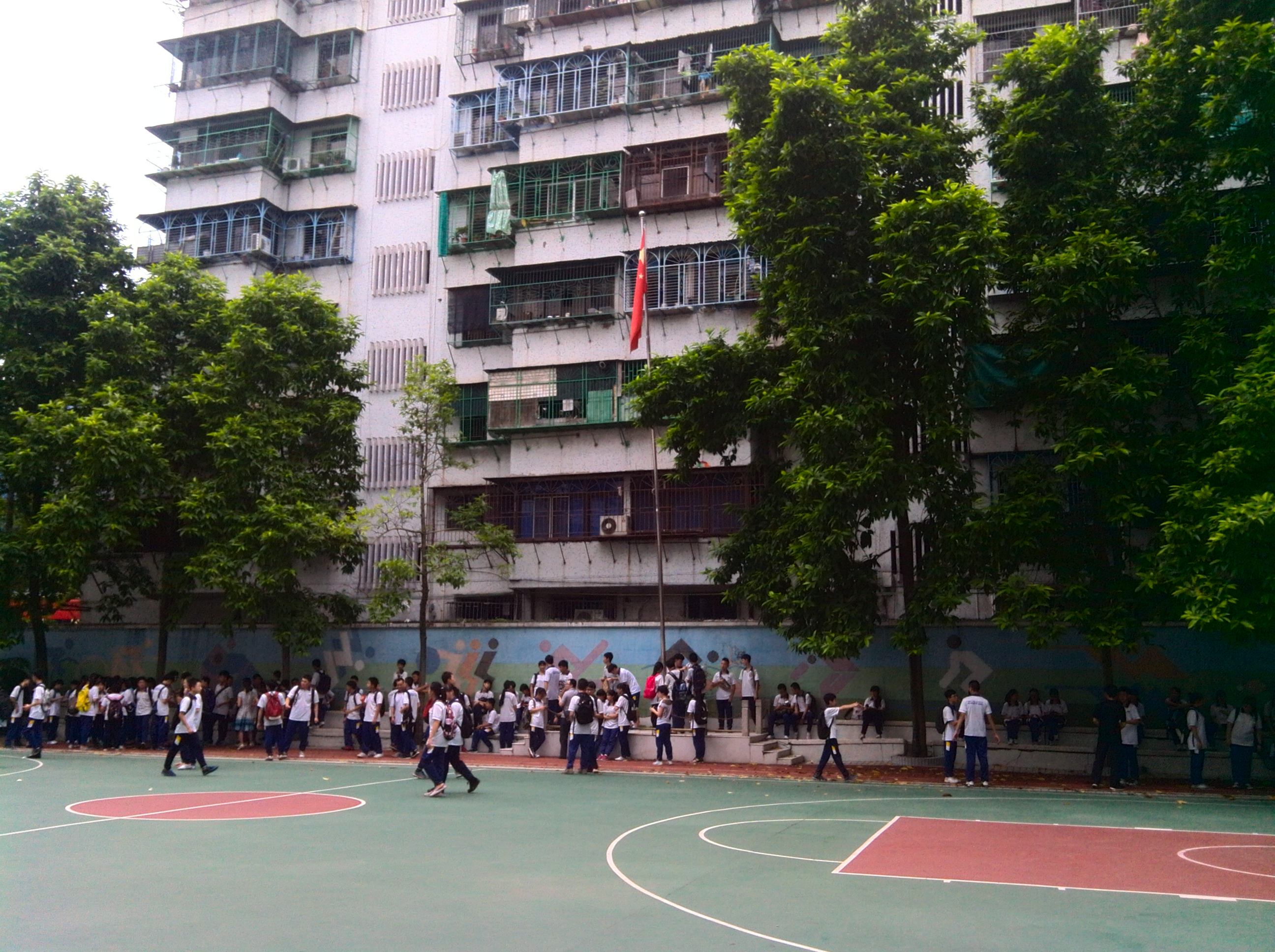
升旗台
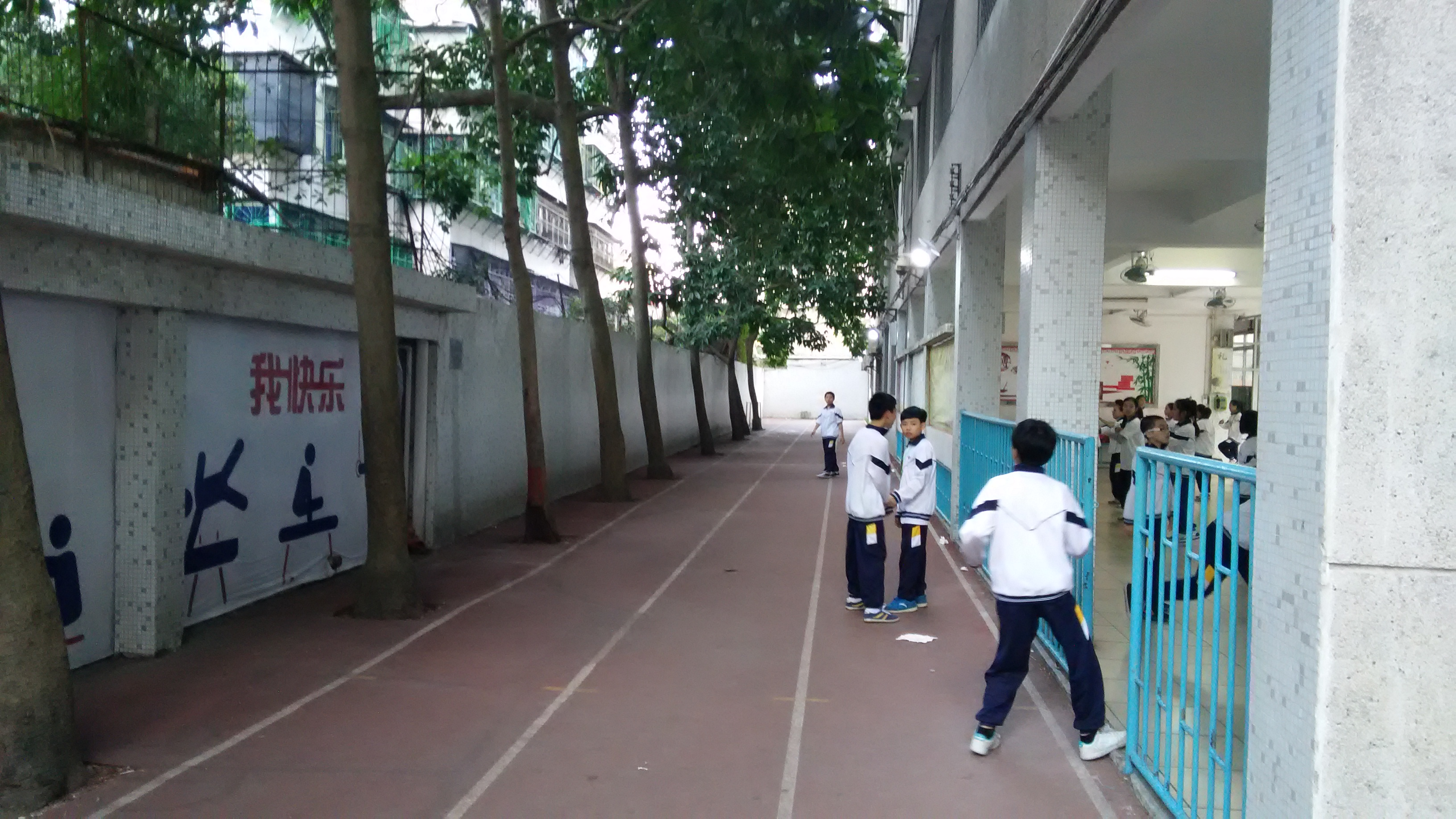
后跑道